# Twierdzenie o liczbie krawędzi (graf hamiltonowski)
Twierdzenie o liczbie krawędzi pozwala stwierdzić, czy graf jest hamiltonowski.

## Treść twierdzenia
Jeśli graf prosty o {\displaystyle n} wierzchołkach ma co najmniej
{\displaystyle {\frac {1}{2}}\cdot (n-1)(n-2)+2}
krawędzi, to jest hamiltonowski.

## Dowód twierdzenia
Dla dowolnego grafu prostego {\displaystyle G} załóżmy, że zachodzi
{\displaystyle |E(G)|\geqslant {\frac {1}{2}}\cdot (n-1)(n-2)+2={n-1 \choose 2}+2}
i weźmy wierzchołki {\displaystyle v} i {\displaystyle u} takie, że:
{\displaystyle \{v,u\}\notin E(G).}
Niech {\displaystyle H} będzie grafem {\displaystyle G,} z którego usunięto wierzchołki {\displaystyle v} i {\displaystyle u} oraz kończące się w nich krawędzie. Ponieważ:
{\displaystyle \{v,u\}\notin E(G),}
więc usunęliśmy {\displaystyle \deg(v)+\deg(u)} krawędzi i dwa wierzchołki. {\displaystyle H} jest podgrafem grafu {\displaystyle K_{n-2},} a więc:
{\displaystyle {n-2 \choose 2}=|E(K_{n-2})|\geqslant |E(H)|\geqslant {n-1 \choose 2}+2-\deg(v)-\deg(u),}
z czego wynika, że:
{\displaystyle \deg(v)+\deg(u)\geqslant {n-1 \choose 2}-{n-2 \choose 2}+2={\frac {1}{2}}(n-2)\cdot 2+2=n,}
a więc {\displaystyle G} spełnia założenia twierdzenia Orego.